# 瞬間パズループ
もしかして
- 瞬感パズループ

ではありませんか？